# Daniil Sednev
Daniil Ruslanovich Sednev (tiếng Nga: Даниил Русланович Седнев; sinh ngày 26 tháng 2 năm 2001) là một cầu thủ bóng đá người Nga thi đấu cho FC Kuban-2 Krasnodar.

## Sự nghiệp câu lạc bộ
Anh có màn ra mắt tại Giải bóng đá chuyên nghiệp quốc gia Nga cho FC Kuban-2 Krasnodar vào ngày 24 tháng 3 năm 2018 trong trận đấu với FC Afips Afipsky.